# Montemiccioli
Montemiccioli è una frazione del comune italiano di Volterra, nella provincia di Pisa, in Toscana.
Il borgo è situato lungo la ex strada statale 68 di Val Cecina, tra Volterra e Castel San Gimignano, e si trova proprio prima del confine con la provincia di Siena.

## Storia
Antico centro di origine medievale, presenta un insediamento tipico castellano con edifici risalenti ad un periodo tra il XIV e il XV secolo, con una imponente torre a testimonianza del sistema di fortificazioni. Il borgo nacque probabilmente come fortilizio d'avamposto durante il periodo di guerre tra Volterra e San Gimignano: qui era situata una delle "catene" o "passaggerie", dove il comune di Volterra faceva pagare il pedaggio e riscuotere le gabelle dei generi che entravano o uscivano dal suo territorio.
Montemiccioli è inoltre menzionato in una visita di Giovanni Targioni Tozzetti nel 1742. Una lapide posta nel 1910 ricorda che il borgo fu luogo di soggiorno prediletto del pittore Niccolò Cannicci, morto nel 1906. Storicamente parte del territorio di Pignano, venne eretta a frazione in epoca recente.

## Geografia antropica
Altre località situate nei dintorni e dipendenti da Montemiccioli sono: Case al Fumo, Castellaccio, Il Poggino, Podere Montescurino, Podere Montescuro, Podere Rastrello, Podere Santa Lucia, Podere Sant'Antonio, Sant'Anastasio, Spicchiaiola, Spicchiaiolona e Torricella. In località Spicchiaiola è situata la chiesa parrocchiale di Sant'Jacopo apostolo, mentre in località Sant'Anastasio è situato il borgo con villa padronale del XVI secolo.

## Economia
A Montemiccioli è situato uno degli stabilimenti produttivi dell'azienda alimentare Granarolo.